# 桜田義孝
桜田 義孝（櫻田 義孝、さくらだ よしたか、1949年〈昭和24年〉12月20日 - ）は、日本の政治家、実業家。桜田建設会長。勲等は旭日大綬章。
衆議院議員（8期）、東京オリンピック競技大会・東京パラリンピック競技大会担当大臣（第4次安倍第1次改造内閣）、文部科学副大臣（第2次安倍内閣）、内閣府副大臣（第3次小泉改造内閣）、経済産業大臣政務官（第1次小泉第1次改造内閣）、外務大臣政務官（第2次森改造内閣《省庁再編後》）、衆議院消費者問題に関する特別委員長、衆議院厚生労働委員長、千葉県議会議員、柏市議会議員、自由民主党教育再生実行本部長、自由民主党行政改革推進本部長、自由民主党副幹事長、自由民主党経済産業部会長、自由民主党政務調査会副会長、自由民主党千葉県支部連合会長、自由同和会千葉県本部顧問などを歴任。

## 経歴

### 生い立ち
千葉県東葛飾郡田中村正連寺（現：柏市正連寺）に生まれる（現住所も同じ）。千葉県柏市立田中小学校、同田中中学校、千葉県立東葛飾高等学校普通科、明治大学商学部商学科卒業。1976年に桜田建設を創立。

### 政治家として

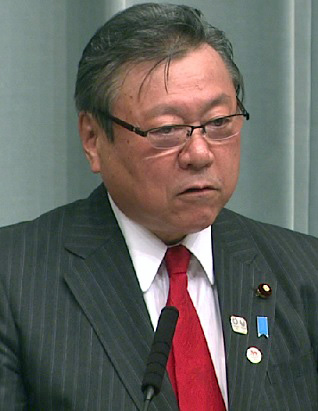
東京オリンピック・パラリンピック担当大臣就任時の記者会見にて（2018年10月2日）

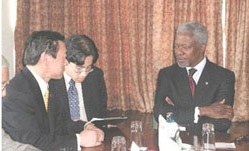
2001年4月1日、コフィー・アナン国連事務総長と会談する桜田（左、ケニアにて）

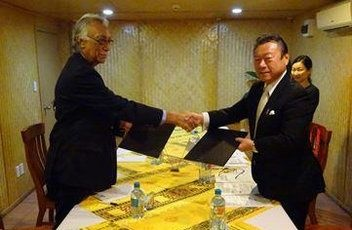
タランギ・ニウエ首相と会談する桜田（2015年8月4日）

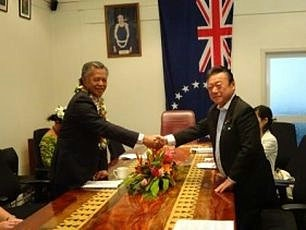
ヘンリー・プナ・クック諸島首相と会談する桜田
（2015年8月5日）

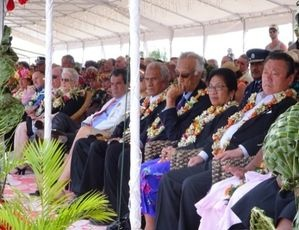
特使としてクック諸島自治50周年記念式典に出席する桜田
（2015年8月12日）

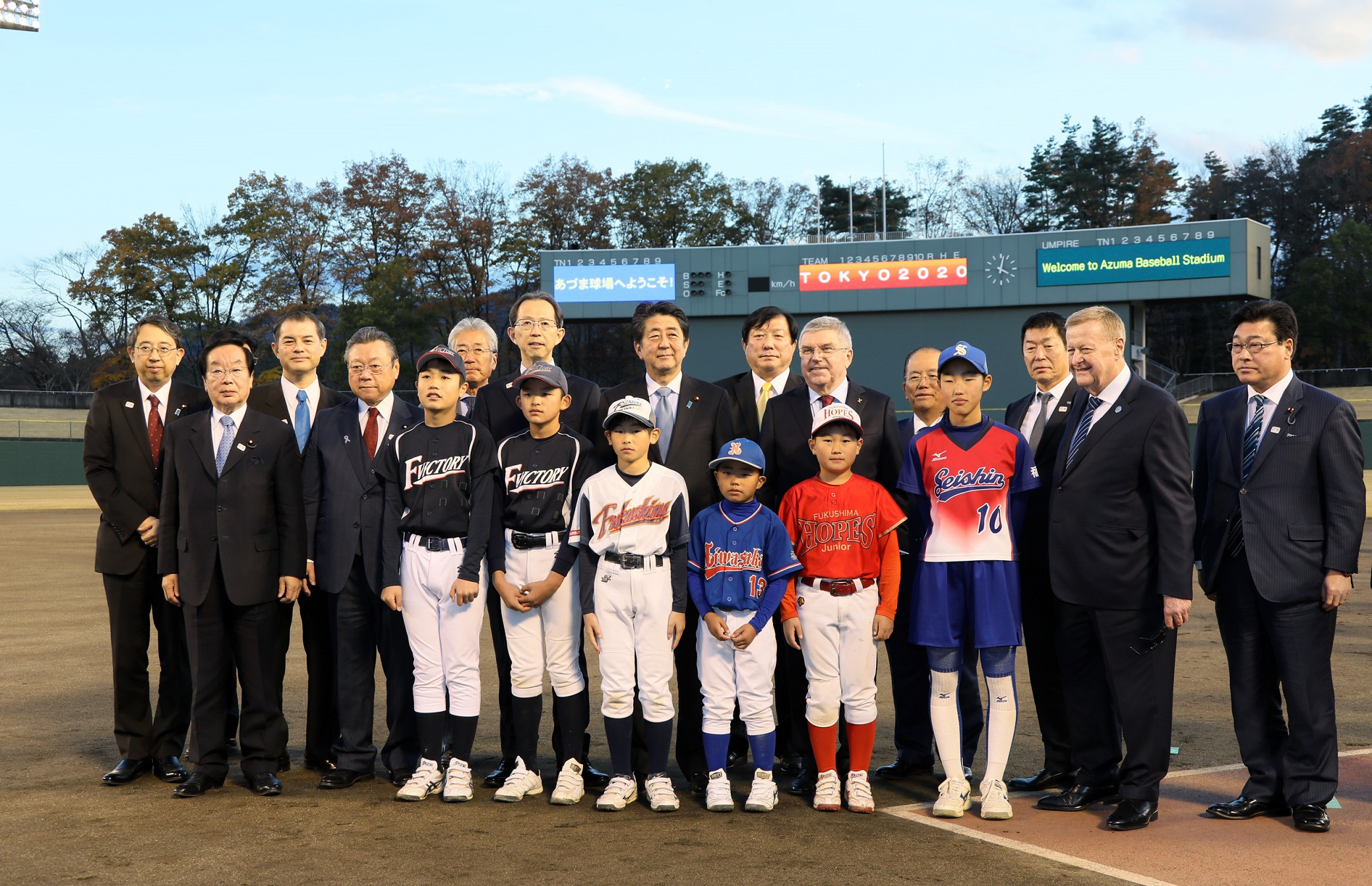
福島県福島市のあづま球場にて渡辺博道復興大臣、安倍晋三首相、トーマス・バッハIOC会長らと（左から4人目、2018年11月11日）

柏青年会議所理事長、柏市議会議員（2期）、千葉県議会議員（1期）を経て1996年の第41回衆議院議員総選挙に出馬し、新進党の現職・長浜博行を破り初当選した。以後、連続当選4回。
2000年の第42回衆議院議員総選挙では、前回桜田に敗れた後に民主党に移った長浜に、続く2003年の第43回衆議院議員総選挙では同じく民主党の松崎公昭に敗れるも、いずれも重複していた比例南関東ブロックで当選した。
2005年の第44回衆議院議員総選挙では小泉旋風の効果もあり、松崎に比例復活を許さないほどの票差で当選した。
この間、外務大臣政務官、経済産業大臣政務官、内閣府副大臣、衆議院厚生労働委員長を歴任。
2009年の第45回衆議院議員総選挙では松崎に敗れ落選したが、2012年の第46回衆議院議員総選挙で松崎を再び破り当選し、国政に復帰。2013年9月、文部科学副大臣に就任。2014年9月、額賀派を退会して無派閥となる。同年の第47回衆議院議員総選挙では引退した松崎に代わり維新の党から出馬した元職の太田和美を破り6選（太田は比例復活）。2016年8月、自民党教育再生実行本部長に就任。2016年10月、二階派に入会。2017年の第48回衆議院議員総選挙で太田に比例復活を許さないほどの票差で7選。
2018年10月2日、第4次安倍改造内閣において東京オリンピック・パラリンピック担当大臣として初入閣。2019年4月10日、都内で行われた自民党議員・高橋比奈子のパーティーの席上で「復興以上に大事なのは高橋さん」と発言し、大臣を辞任（事実上の更迭）。後任には前任で高橋と同じ岩手県選出の鈴木俊一が起用された。
2019年6月、長らく務めていた自民党千葉県連会長を退任（後任は渡辺博道復興大臣）。
同年11月、自民党団体局長に就任。
2020年9月、自由民主党組織運動本部長代理に就任。
2021年7月、自由民主党行政改革推進本部長に就任。
2021年10月31日の第49回衆議院議員総選挙では、千葉8区にて立憲民主党の新人・本庄知史に5万票を超える大差をつけられ落選するも、重複していた比例南関東ブロックにて復活当選（8期目）。
2023年6月17日、前会長の浜田靖一衆院議員が防衛大臣との兼務による多忙で退任意向を示したのに伴い、2019年以来、4年ぶりに自民党千葉県連会長に就任した。
同年11月22日、二階派に11月30日付の退会届を提出。派閥から課される政治資金パーティー券の300枚の販売ノルマを達成するのが難しいことを理由に挙げた。退会届は12月8日までに受理された。
2024年9月30日、次期衆議院議員総選挙に立候補せず、政界から引退することを表明した。後任の千葉8区支部長を選ぶ公募には桜田の長男で柏市議の桜田慎太郎も応募したが、弁護士で元経済産業省官僚の松本泉が選ばれた。
2025年春の叙勲で旭日大綬章を受章。

## 略歴
- 1987年（昭和62年）8月 柏市議会議員選挙初当選
- 1995年（平成7年）4月 千葉県議会議員選挙初当選
- 1996年（平成8年）10月 衆議院選挙初当選
- 2000年（平成12年）6月 第42回衆議院議員総選挙当選（2期目）
- 2001年（平成13年）1月 第2次森改造内閣（省庁再編後）で外務大臣政務官に就任
- 2002年（平成14年）10月 経済産業大臣政務官就任
- 2003年（平成15年）11月 第43回衆議院議員総選挙当選（3期目）
- 2005年（平成17年）11月 第44回衆議院議員総選挙当選（4期目）
- 2005年（平成17年）11月 内閣府副大臣（経済財政政策、金融）（ - 2006年9月28日）
- 2006年（平成18年）9月 衆議院厚生労働委員長就任
- 2007年（平成19年）9月 自由民主党政務調査会副会長就任
- 2007年（平成19年）10月 衆議院内閣委員会理事就任
- 2008年（平成20年）8月 自由民主党経済産業部会長就任
- 2008年（平成20年）11月 衆議院経済産業委員会理事就任
- 2009年（平成21年）8月 第45回衆議院議員総選挙落選
- 2012年（平成24年）12月 第46回衆議院議員総選挙当選（5期目）
- 2013年（平成25年）9月 文部科学副大臣就任
- 2014年（平成26年）12月 第47回衆議院議員総選挙当選（6期目）
- 2015年（平成27年）11月 自由民主党行政改革推進本部長就任
- 2016年（平成28年）8月 自由民主党教育再生実行本部長就任
- 2017年（平成29年）10月 第48回衆議院議員総選挙当選（7期目）
- 2018年（平成30年）10月 第4次安倍改造内閣において東京オリンピック・パラリンピック担当大臣として初入閣
- 2019年（令和元年）11月 自由民主党団体局長[26]
- 2020年（令和2年）9月 自由民主党組織運動本部長代理[14]
- 2021年（令和3年）7月 自由民主党行政改革推進本部長就任[15]
- 2021年（令和3年）10月31日 第49回衆議院議員総選挙当選（8期目）
- 2023年（令和5年）5月 自民党千葉県連会長就任

## 政策・活動

### 地元での政策・活動

#### 国道6号、16号交差点の渋滞問題解消
渋滞発生地点として著名である柏市の呼塚（よばつか）立体交差点（国道16号交点・国道294号起点）の渋滞解消を目指している。具体的な解決方法として、千葉柏道路（16号バイパス）計画を挙げ、国土交通省との検討会を実施した。

#### 千葉北西連絡道路
2021年5月、千葉北西連絡道路の建設促進・早期整備に向け柏市の秋山浩保市長らと4人と共に渋滞緩和、産業育成、緊急事態対応から連絡道路建設に伴う利根川堤防強化による防災減災効果などをアピールし、事業の力強い取り組みについて熊谷俊人千葉県知事に要望した。また、柏市と利根川を挟んで隣接している茨城県守谷市の間に新たな橋の建設も推進している。
2021年7月、沿線の市長らと共に、国土交通省を訪問し、要望書を提出。要望書を受け取った大西副大臣は、2回目の「千葉北西連絡道路検討会」を8月に開くと表明した。これを受け、面会後、記者団の取材に対し「具体的に動き出してきた。手応えがあった」と語った。

#### つくばエクスプレスの誘致から開通、そして8両化
初当選以来つくばエクスプレスの早期開通に尽力。なお、つくばエクスプレスは桜田の地元である柏市北部を通っており、開通までは農地が多かった。開通後桜田の地元周辺の開発が進み、人口の増加や経済活動の活発化、地域住民の利便性の向上に寄与するなど、柏市の発展に貢献した。一方、利用客増加に伴い、現在6両編成で運行されているつくばエクスプレスの8両化を目指すべきだとしている。

#### つくばエクスプレスの東京延伸
上り電車の終点駅である秋葉原駅を越え東京駅まで同路線を延伸させるべきとしている。
東京駅の延伸だけでなく、羽田空港方面への延伸直結を計画。キャパシティの飽和しつつある羽田空港へのサポートとして茨城空港の利用等、「交通網の高度ネットワーク化」を目指すと語る。

#### その他
毎年、柏の葉キャンパス駅周辺で行われる田中みこしまつりを大切にしており、第一回から参加。自身が出演した『サタ千葉』にてみこし祭り主催の寺嶋佳一と共演。田中みこし祭りは第4回には4万人が参加する一大イベントとなっている。また、2012年には復興支援として東北物産展を開催。福島の野菜販売所などへ衆議院議員の松本文明、亀岡偉民を案内している。

### 国政

#### 有料レジ袋への対応
2021年10月5日桜田は、ツイッターを更新し、レジ袋有料化について新環境相に相談したと明かし、「地域の皆様からの要望で、レジ袋についてのご要望を頂いております。レジ袋有料化のメリットデメリットについて、私の盟友である山口つよし環境大臣に直接ご相談をさせていただきました」とツイッターで報告した。ツイートには１万以上の「いいね」が集まり、「デメリットのが大きいなら訂正して、無料に戻すべき」「毎回『レジ袋はいかがされますか？』と聞かれるのは非常にストレスです」「レジ袋元に戻してください」などと有料化廃止を求める声が集まった。

#### えひめ丸事故への対応
2001年に発生したえひめ丸事故では、外務政務官であったことから日本国政府の代表としてホノルル市に派遣され、アメリカ海軍の関係者と事故処理などについて協議した。その際強い姿勢で協議に臨み、早々に捜索を打ち切ろうとしたアメリカ軍に対し「捜索を打ち切ると言われたから断ると言ってやった」と報道陣の前で啖呵を切ったシーンが話題になった。桜田の強気な姿勢に負けたアメリカ側は、船体の引き上げと船内捜索を受け入れた。
事故から20年後の2021年2月11日に自身の公式サイトにおいて「例年、宇和島までお伺いして森高康行元県議会議長はじめ、地元関係者との慰霊行事に出席をしていました」と新型コロナウイルスが拡大するまでは、毎年宇和島に足を運んでいたことを明かしている。

#### 建設職人の安全保護
自民、公明両党の国会議員でつくる日本建設職人社会振興議員連盟（会長：二階俊博自民党幹事長）で事務局長を務め、議員立法の成立に尽力。2017年3月16日に施行された「建設工事従事者の安全及び健康の確保の推進に関する法律」（建設職人基本法）の制定を主導した。

#### 河野談話は検証すべきだが見直すべきではない
2014年3月3日、日本維新の会が開催した慰安婦問題に関する河野談話の見直しを求める集会に出席し、賛意を示す発言を行ったと報じられた。安倍内閣が談話を継承する立場を取っていることから、内閣官房長官の菅義偉は同日夜、桜田に電話で注意を行い、桜田は「政府の立場は理解している」と応じた。翌3月4日、桜田は記者団に対し、発言の趣旨は談話を検証する必要があるということであり、見直しに賛同したものではない旨を述べた。

#### 理研CDB解体に反対
2014年6月19日、文科省内での神戸市長久元喜造との面談に際し、「解体がないよう協力したい」と述べ、不祥事が相次ぐ理研発生・再生科学総合研究センターについて解体に同意しない旨を述べた。

#### 教育負担の低減を推進
教育負担の低減を推進しており、自身が本部長を務めた自由民主党教育再生実行本部の第8次提言において教育負担の軽減を提案した。同提言では大学や専門学校などの高等教育の費用負担を2020年度から本格的に軽くする目標を示し、財源に国債を充てることも選択肢の一つに明記している。

#### 障害者福祉の充実
文部科学副大臣時代、成田空港から東京体育館まで車椅子で移動し、「障害を持ってる人が、同じ立ち位置で十分競技ができて、応援する人も一緒になってスポーツの祭典ができる、ということをするということを目的に取り組んできた」「エレベーター、小さいと言えば小さい感じがするが、（車椅子向けにできているエレベーターの数が）少ないのでオリンピック・パラリンピックの時は（車椅子向け）エレベーターが足りなくなるので、1つあるところを2つに増やせたらよいのではないか」と、バリアフリーの充実の重要性を主張した。

#### 少子化対策に関する活動
不妊治療への支援拡充を目指す議員連盟の副会長を務めており、不妊治療の保険適用、年収制限の撤廃、治療の質の担保、企業や家庭での治療に対する理解等、課題の解決に向けて取り組んでいる。2020年7月1日、岸田文雄自民党政務調査会長に不妊治療に関する要望の申入れをした。
その後桜田らの活動は自民党総裁選の争点になり、候補で後に総裁に就任した菅義偉がこの問題に取り組む姿勢を見せ、実際に総理に就任してからは不妊治療の助成制度に関し、所得制限を撤廃するとともに、助成を拡充する考えを示すなど大きな反響を呼んだ。その後も議連の顔として度々陳情などに赴くなど精力的に取り組んでいる。

#### アフリカ外交への取り組み、国連の常任理事国入りへの推進
森政権で外務政務官を務めていた2001年、南アフリカ、ケニア、タンザニアを歴訪。コフィー・アナン国連事務総長と日本のアフリカ外交や安保理改革の必要性等について意見交換を行ったほか、同事務総長の再選に対する日本の支持を表明した。また、2019年8月に横浜市で開催されたアフリカ開発会議(TICAD)へ参加するなどアフリカ諸国との外交を重視しており、「日本が国連の常任理事国になるにはヨーロッパより、アフリカの約50票を」と、日本の常任理事国入りにはアフリカ諸国の理解が重要だとしている。
2020年には日本アンゴラ友好委員会の会長として2018年に訪問したことがあるアンゴラの独立45周年記念メッセージをジャパンタイムズに掲載し、ツイッター上で「昨年も横浜TICADで政府一行と経済連携に関する一連の協議を行ってきました。（中略）是非またアンゴラを始めアフリカ諸国との友好の旅へ行きたいです」とコメントしている。その後2022年9月15日に、アンゴラ共和国大統領選挙に勝利したジョアン・マヌエル・ゴンサルヴェス・ロウレンソの大統領就任式に岸田文雄内閣総理大臣の特使として派遣され、4年ぶりのアンゴラ訪問が実現した。

#### アジア外交
中国共産党によるチベットや新疆ウイグル自治区、南モンゴルなどへの弾圧に強く抗議しているほか、対中政策の一つとして台湾との関係を重視しており、日台間の議員外交に力を入れている。

#### 新型コロナウイルス対策
- 2021年1月4日の毎日新聞の取材で「飲食店の営業時間の短縮やGoToトラベルの一時停止など我慢を強いる政策も必要」とする一方で、「だが、それだけでは社会は疲弊してしまう。同時に経済再生を目指す必要がある。景気が悪化し続ければ失業率を上げ、企業倒産数を増やし、経済的な理由での自殺者など「経済死」が増えてしまう危険がある」と指摘し、「コロナ対策と経済再生は両輪だ」との見解を述べたほか、「家計が苦しくなれば、高校や大学進学を諦めてしまう子どもが増える事態になってしまうかもしれない」「このような時こそ、未来への投資が必要」「コロナ禍で教育環境を保つためにも、雇用環境の改善や家計に届く支援が重要になってくる。シングルマザーの家庭など困っている人への支援は欠かせない。雇用を少しでも減らさないように、事業者への支援はもちろん、休業支援金・給付金などの支援策も充実していくべき」と、特に長年取り組んできた教育分野についても持論を展開した[64]
- 2021年桜田はインタビューにて、コロナ禍で重視したいものとして教育をあげた。「子供は未来の宝であり、教育は未来への投資だ。景気が悪くなっても教育水準を落としてはだめだ」と語り、コロナ禍で教育環境を保つためにも、雇用環境の改善や家計に届く支援が重要であるとし、「雇用を少しでも減らさないように事業者への支援はもちろん、休業支援金・給付金などの支援も充実していくべきだろう」と話した。さらに、コロナ対策としてはワクチンの供給にに関して「安全性が確認出来たら、医療関係者やお年寄り、疾患を持つ方に優先的に早く摂取できる環境を作らなければならない」と話す[65]。
- 2021年3月24日に「ポストコロナの経済成長を考える議連」の会合に出席、再度の緊急事態も発出したことから、定額給付金も再度支給することも当然に視野にいれるべきと強く主張した[66]。

### その他主張
- 憲法改正に賛成[67]。
- 永住外国人への地方参政権付与に反対[68]。
- 日本のTPP参加に反対[69]。
- 日本の核武装について、検討を始めるべきとしている[69]
- 選択的夫婦別姓の導入に反対[70][71]。
- 同性婚制度の導入に反対[72]。
- ジェンダーフリーに基づく男女共同参画に反対[73]。

## エピソード

### 学生、会社員時代
- 実家は農家だったが、生活は苦しく、高校卒業後は明治大学の夜間部に通うために昼間は大工として働き、学費を稼いだ[74]。
- アルバイトのつもりで始めた大工仕事がその後生業となり、25歳で桜田建設を起業した。しかし、業務等で自らパソコンを打つといったことはなく、パソコン教室に通っても忙しくて挫折したという[75][76]。
- 建設業で働いていた時、3メートルの高さから転落したことがある[77]。

### 政治家時代
- 若手時代は橋本派に所属していながら、森派の小泉純一郎を早期から支持しており、「小泉勝手に応援隊」を結成していた[78][79]。
- 2007年5月30日、衆院厚生労働委員会で年金時効撤廃特例法案採決の際、委員長として採決しようとした桜田を民主党の内山晃に羽交い絞めにされた。その後内山は登院停止処分を受けた[80]。
- 文部科学副大臣在職時、文部科学省の「トビタテ！留学JAPANキャンペーン」とコラボしたAKB48の『恋するフォーチュンクッキー』特別ビデオで文部科学大臣の下村博文らとともに踊りを披露した[81]。
- 自由民主党第26代総裁である菅義偉は、1996年の初めて小選挙区比例代表並立制で行われた衆議院選挙で初当選した同期である。桜田義孝は農家生まれで2年間大工のアルバイトをして得た学費で明治大学の夜間学部に入学しており、地方の議会議員を経て国会議員となっている。菅も農家から段ボール工場で働きながら学費を貯め、法政大学に通い、地方の議会議員を経て国会議員となっており境遇がよく似ている。1996年初当選同期の山口泰明党本部長によると、現在も菅氏のことを「菅」と呼び捨てにしている同期は桜田だけだという。また、菅も桜田を「桜田」と呼ぶ。桜田は、2020年9月15日情報番組ひるおび！にテレビ生出演の際、自由民主党総裁に選出された菅に対して、「思い切ったこと、歴史に残ることをやっていただきたい。特に憲法改正・地方創生については、しっかりと取り組んでいただきたいと思います。」コメントしている[82]。
- 第49回衆議院議員総選挙では内閣総理大臣を退いたばかりの菅義偉が応援に駆け付け、「私の当選同期で『桜田』、『菅』の仲であります。桜田義孝を何としても勝たしてください」と桜田への支持を呼び掛けた。演説していた柏駅東口のダブルデッキには1000人超が殺到したという[83]。
- 大臣辞任後に行われた参議院議員通常選挙では、失言を恐れて「桜田にマイクを持たせるな」と応援弁士として演説することを禁止されているとうわさされていたが、2019年7月17日、桜田の地元柏市で豊田俊郎の応援演説に立ち、「先生、短めでお願いします」とクギを刺されながら5分間演説し、前座のような扱いだったが写真撮影を求める女性、若者が相次ぎ、応援に駆け付けた河野太郎外務大臣を遥かに上回るほどの人気ぶりだったという（後述）。[84]
- 第48回衆議院議員総選挙における柏駅南口での街頭演説中に殴られ、容疑者が逮捕される事件が発生するも、本人は街頭演説を1時間継続した[85]。
- 2022年9月27日に元内閣総理大臣で、自身も閣僚として仕えた安倍晋三の国葬儀に参列したことをツイッターで報告した際、開催場所の日本武道館を「両国国技館」と間違えて投稿した。その後最初の投稿を消して書き直した物を再投稿したが、最後の一文でも国技館の記載があり、３度目の投稿ですべて武道館に統一された[86][87][88]。

## 人物
- 空手、柔道はともに有段、将棋も4段の腕前を誇る。[89]
- 長男の桜田慎太郎は2019年に柏市議会選挙に出馬し、初当選している[90]。
- 好きな言葉は「努力に勝る天才はなし」。
- 趣味は山登りとオペラ鑑賞。最近見たのは「椿姫」。[91]
- 自由民主党千葉県支部連合会会長（県連会長）への5期連続選出は、史上初である。
- 大臣辞任から20日後に元号が平成から令和に変わったため平成最後の閣僚辞任者となった。
- 言い間違いの多さ、活舌の悪さから「柏の出川哲朗」と呼ばれている[92]。
- 元衆議院議員の杉村太蔵は当時自身が所属していた衆議院厚生労働委員会の委員長を務めていた桜田のことを振り返り、「よく『だいぞう、だいぞう』と間違えられた」と述べている。その上で「ただこれだけ。桜田義孝という人は被災地を軽んじるような政治家ではありません」と擁護した[93]。さらに「先週の金曜日（辞任後）桜田大臣の事務所に電話しましてね、『本当に心配してます』と。過度なストレスで睡眠時間も取れていない。年齢ももう間もなく70歳。『一度健康のチェックをしていただきたい』と。高齢化社会になって、65歳からさらに長く働くような時代になってきたときに、一見わからないけども、どこかで身体の不調をきたしている方がいる」と、辞任後の桜田に「身体のチェック」を勧めたことを明かした[94]。
- 自宅の真向かいには「さくらファーム」という体験農場を有しており[95][96]、かつてはダチョウなども飼育していた[97]。また、これまでに石原伸晃元環境大臣、井上信治内閣府特命担当大臣など政界関係者も足を運んでいる[98][99]。
- 2009年7月頃からYouTubeのアカウントを開設し、地元での政治活動や桜田が司会を務めるテレビ番組の動画を投稿している[100]。
- 第99代内閣総理大臣である菅義偉とは、1996年の衆院選初当選同期であるほかに共に農家の生まれであることや、苦学生であったこと（櫻田は昼間は大工として働きながら明治大学を卒業、菅は秋田から単身で上京して警備会社やカレー店などで働きながら法政大学を卒業）、1987年に地元の市議会議員になったこと（櫻田は柏市、菅は横浜市）、共に小泉内閣で副大臣に就任したことなどで共通点が多く親交が深い。菅より1学年下ではあるが、「長官」と呼ぶ周囲とは違って桜田は「菅」、「菅ちゃん」と呼び、菅からは「桜田」と呼び合う仲だという[101]。
- 国務大臣を辞任してからは、入閣以前よりも知名度が増したこともありメディア出演も多いが、その都度失言とまではいかないものの、ユニークな発言が度々話題となっている（後述）。
- 大臣在任中の失態などから暗愚の政治家と見なされがちではあるが[102]、自民党千葉県連会長を長きにわたって務めてきたなど千葉県政に大きな影響力を有しているほか、早期から小泉や安倍、菅などの後の総理候補を総裁選では真っ先に担いだり、自民党の派閥によるパーティー券収入裏金問題では、売ること自体負担と打ち明けた自身にキックバックはなかった上で渦中の二階派をいち早く脱会[103]、つくばエクスプレスの開通に尽力し柏市及び、千葉県の発展に貢献したなど独特の政治勘、政治力には定評がある[104]。
- 2021年に行われた自由民主党総裁選挙において、当初、河野太郎を支持する旨をいち早く表明し、河野と共に映ったポスターを掲げて辻立ちなどをしていた[105]が、総裁選挙後の自身のTwitterアカウントにおいて、政策討論会や各候補者の公約を総合的に勘案した結果、一回目投票において高市早苗候補に投票、決選投票で岸田文雄候補に投票したことを報告した[106]。
- 桜田の秘書を経て地方議員になった者は13人を数え、「桜田学校」やスペインの世界遺産サグラダファミリアに準えて「桜田ファミリア」と呼ばれている[107][108]。

### 統一教会との関係
- 2018年11月、統一教会の関連団体「世界日報社」のインタビューに応じた[109]。

## 発言

### マスコミ対応、演説
- 2020年4月7日、新型コロナウイルスの対応として緊急事態宣言が発令されたことに伴い衆議院では14日から開催する委員会の数を絞り込むことで、国会に来る議員らの数を7割から8割程度減らす取り組みが始まったほか、午後に行われた衆院本会議では採決の際には、ほぼすべての議員が集まっていたが、採決が終わった瞬間、各党があらかじめ決めた半数の議員が議場から一斉に退室した。この対応についてフジテレビから取材を受けた際、「今までの日本議会史上、そういうのはありませんので。今まで経験がありませんし、ちょっと違和感を感じています」と述べたほか、「密閉・密接・密集、3密がいけないと。われわれが率先して守らないといけない」と主張した[110]。また、新型コロナウイルスへの対応について、記者から何かとトラブルの多かった大臣時代をいじられる形で「この時期に大臣やってたら、大変でしたね?」と質問されるも、「大変ですね。地元では、みんなわたし以外の人、「桜田さん熱心に東京で頑張ってくれよ、地元には帰ってこなくていいからね」と、激励とも、ちょっと嫌みみたいに聞こえますよね」と返答した[110]。
- 日刊スポーツの取材で「1年しか続かなかった第1次政権と8年近くにわたって続いた第2次政権との違いは？」とについて「官房長官が違うだけだよ」と分析している。また、当選同期の菅義偉と共通点が多いにもかかわらずキャリア末期では大きな違いが出たことについては「俺は25歳で（建設）会社をつくって好き勝手やっていたが、彼は（小此木彦三郎元通産相の）秘書を11年務め、中央政界を長く見てたんだね。人に仕え、人に尽くしてきた。俺は間違ったことは言ったことはないと思うけど、人の言いづらいことも言ってきたが、彼は発言も慎重だ。人を生かしたり、立てるために働くことをずっとやっていたから、失言が少ないんじゃないかな。この性格の違いが行く末を大きく違えたと思っているよ」と述べている[111]。
- 前述の参議院選挙での出来事について取材を受けた際、「自粛なんてとんでもない。書物を読みながら静かに過ごすとか、やったことないもの。オレには似合わないよ。お呼びがないだけで、オレが行って評判が悪くなったり、票を減らしちゃったらしょうがないから」、「（演説は）最初だから聞いてくれるんだよ。4番目や5番目なんて聞いてないから。『開会あいさつの次にやらせろ』と注文したの」と述べ、件の噂や前座扱いを否定した。[112]
- 2020年の自民党総裁選挙では、自身が支持している菅義偉のパーティーであいさつし「（菅氏は）デジタル庁を創設、しっかりやっていると思います」とエールを送ったが、総裁選の時点ではまだデジタル庁は発足していないなど事実と異なる発言があり、会場は笑いに包まれたという[113]。
- 民進党から無所属を経て自民党入りを果たした鷲尾英一郎衆院議員のパーティーに出席し、自身が失言を重ねて閣僚を辞任したことを念頭に、自虐的な表現で「私のようにならない政治家を育てていただきたい。反面教師にしてください」と述べた。冒頭で「評判が悪いから挨拶はしないと言ったが、自民党議員の出席が少ないから選ばれた」とも語った[114]。
- 2021年2月11日、森喜朗東京五輪・パラリンピック組織委員会会長が女性蔑視発言などの責任を取り辞任の意向を固めたことについて、産経新聞の取材に「残念なことだが、出処進退は自ら決めることなので森氏の意向を尊重したい」とコメント。その上で「新会長の下、大会成功に向けて一致結束して取り組んでいきたい」と語った[115]。なお、桜田が森同様に失言で五輪大臣を辞任した際、上司にあたる森は「（五輪開幕まで）500日を切って一番大事な時なので、こんな形で辞められるのは本当に残念だ」とコメントしている。また、森政権時において桜田は外務政務官で、在任中に発生したえひめ丸事件では森に代わって現地に赴き対応にあたり、船体の引き上げなどを巡り米軍側に対して一歩たりとも引かない姿勢を貫いたことで評価を上げたが、一方で森はゴルフ報道などで大きく支持を失い、内閣総辞職へ追い込まれた[42][116]。
- 国会議事堂で実施された新型コロナウイルスワクチンの職域接種の際、桜田が接種者第一号であったことから、その時の模様が偶然にもマスコミ各社に取り上げれた。記者の取材に応じ、「政治家は色んな人と接することがあると思う。そんな時に人にご迷惑をかけてはいけない」と強調し、「万全な体制を取る為に積極的にやるようにしました」と自身のワクチン接種について語った。[117]その後公式サイトでワクチン接種の協力と理解を国民に呼びかけた[118]。
- 2020年9月15日、TBSのワイドショー番組『ひるおび！』に出演した際に総裁選を振り返り、「（健康上の問題などから辞任を表明した安倍首相が）急に辞められ…」と言おうとしたところを「急に亡くなられ…」と言い間違えた。司会を務めている恵俊彰から「生放送なので訂正していただいて大丈夫です」というフォローを入れられている。なお、番組出演後に自身のツイッターで出演のお礼としてプレゼントされた同局で放送中の人気ドラマ『半沢直樹』の饅頭の写真と共に、同作の名台詞「恩返し」、「施されたら施し返す」にちなんだ「私もまだまだやりたい政策があります。自民党を信頼してくださる国民の皆様へ施し返す。 恩返し頑張ります！！」とツイートし、130リツイートを超える反響があった[119]。
- 2023年11月1日、猪口邦子参議院議員の政治資金パーティーであいさつした際、党の勉強会などに関し「女性議員は割と発言しない人が多い」と発言。その上で猪口を「大学で教えているだけあって、発言もバンバンして。男の人よりも発言が多い」と持ち上げた[120]。

### 大臣在任中
- 2018年12月20日、多言語対応サービス促進のフォーラムで「私は、国会議員になってコンプレックスがふたつある。英語がしゃべれないことと、パソコンができないこと。これから総理を目指す人は英語をしゃべらなくてはダメだ。私は英語ができないから総理を目指すことはやめる」と発言しており、かつては内閣総理大臣を目指していたことを明かした[121]。
- 大臣就任会見で「東京オリンピック・パラリンピック競技大会担当大臣の桜田義孝です」と自己紹介するところを「東京パランピック、パラピック、パラピック競技大会、東京パラリンピック競技大会担当大臣の桜田義孝でございます」と3回も間違えた上に「オリンピック」を飛ばして自己紹介した[122]。
- 桜田は東京五輪・パラ五輪担当大臣のほか、サイバーセキュリティ戦略副本部長として事務を担当しており、2018年11月14日の衆議院内閣委員会で、無所属の今井雅人から「自分でパソコンは使っているのか」という質問に対し、「25歳で独立してやっている。秘書とか従業員に指示してる。自分でパソコンを打つことはありません」と答弁した。国民民主党の斉木武志から、イランの軍事施設がUSBメモリによって悪質なコンピューターウイルスに感染した事例を挙げ、「日本の原発もサイバー攻撃を受ける可能性がある」とした上で、「日本の原発にもUSBメモリはありますか」と質問された際には「使う場合は穴を入れるらしいが、細かいことは、私はよくわからないので、もしあれだったら私より詳しい専門家に答えさせるが、いかがでしょう」と答弁した[123]。
- イギリスの『ガーディアン』は「もしハッカーが（パソコンを使わない）桜田大臣を標的にしても、何も情報を盗むことができない。彼は最強のセキュリティーかもしれない！」[124]などと、インターネット上での皮肉を報じている。
- これらの発言が、海外メディアでも取り上げられていることについて「世界に私の名が知られた。いいか悪いかは別として、有名になったんではないか」と述べた[125]。
- 2018年11月7日の参議院予算委員会で、国民民主党の大島九州男と以下のようなやり取りがあった。

大島九州男参院議員（以下、大島）：桜田大臣、お友達や有権者の皆さんと韓国に訪問されたこと、ございますよね？
桜田義孝五輪相（以下、桜田）：あります。
大島：そこで、すき焼きのような食事をされたことはありますか？
桜田：すき焼きは食べたことあります。
大島：その肉が、犬肉だったんじゃないかというのをお友達から聞いたんですけど、犬肉をそこで食べたという話なんですけど、犬肉でしたか？
桜田：お答えします。私は犬の肉は一切食ったことがないので、分かりません。
大島：すき焼きのようなものを食べた場所には、いらっしゃったことはありますよね？
桜田：私はどこの場所だかも全く分かりません。韓国に行ったことはあります。そして焼肉も食べたこともあります。しかし、犬はございません。記憶も何も。友達もそういうことを言った人はいないと信じております。

大島：まあ、それはそれで（一部の議員が笑う）いいんですが、あのですね、動物愛護の運動が今、色んな盛んに活動されておられる方がいらっしゃいますけど……。
なお、この日の大島の質疑で桜田とのやり取りはこれだけであり、桜田は終始不機嫌だった。
- 2018年11月5日の参議院予算委員会では、立憲民主党の蓮舫から聞かれた東京大会の基本コンセプトなどを即答できず、事務方の助けを借りながら答弁した。また大会予算の国の負担分「1,500億円」を「1,500円」などと言い間違えた[127]。しかし五輪関連の支出は会計検査院の指摘を受け、桜田の指示で内閣官房が分析した結果、1,700億円になることが10月30日には報道されている[128]。
- 2018年11月9日の閣議後の記者会見で、5日の参院予算委員会で自身がちぐはぐな答弁をしたのは蓮舫側から事前に質問通告がなかったためと主張したことについて、「事実上と若干違う」として撤回し、謝罪はしなかった[129]。その上で「今後職務をしっかり全うできるよう努力していく」と語った。ただ、「事前に詳細な質問内容の通告をいただければ、充実した質疑を行うことができた」と改めて蓮舫への不満も表明。桜田はまた、蓮舫（れんほう）の名前を「れんぽう」と言い間違えた。桜田は5日の参院予算委でも同様の間違いをしている[129]。11月13日、閣議後の記者会見で「ご迷惑をおかけしたことをおわびしたい」と関係者や国民に対して謝罪したが、「通告事項はあったが、もう少し詳しい聞き取りがあったらよかった」と改めて主張した[130]。

- 2018年11月22日、立憲民主党の篠原豪から防衛大綱について問われた際「防衛に関することは国防省だ」と、防衛省の名前を間違って発言した[131]。
- 桜田が答弁でたびたび原稿を読み間違えるのを見た同じ自民党議員である河井克行から「桜田氏が『2018』を『2028』と読み間違えた姿をみて眼鏡のせいだと思った」と桜田に眼鏡を変えることを勧められた。2018年11月中旬、東京都港区の「ドイツマイスター眼鏡院」で眼鏡を新調した。河井が眼鏡を購入して気に入り、桜田と同じ二階派の吉川貴盛農林水産大臣や桜田に紹介したという[132]。なおその後桜田の答弁は改善されず、最終的に辞任に追い込まれた他、吉川は大臣退任後に鶏卵業者からの贈賄容疑で議員辞職した後に起訴され、二人に眼鏡を勧めた河井は後に法務大臣に就任するも、まもなく妻の案里と共に彼女の選挙をめぐる不祥事で逮捕された。
- 2019年2月12日、記者からの取材で競泳選手の池江璃花子が白血病と診断されたことを自身のTwitter上で公表したことに関して以下のやり取りがあった。

記者「きょう、競泳の池江選手が自らが白血病であることと、しばらく休養することを発表しました。大臣として、これについての受け止めをお願いします」
桜田「正直なところ、びっくりしましたね。聞いて。本当に。病気のことなので、早く治療に専念していただいて、一日も早く元気な姿に戻ってもらいたいというのが、私の率直な気持ちですね」
記者「競泳の中ではですね…」
桜田「本当に、そう、金メダル候補ですからねえ。日本が本当に期待している選手ですからねえ。本当にがっかりしております。やはり、早く治療に専念していただいて、頑張っていただきたい。また元気な姿を見たいですよ。そうですね」
記者「大臣はこれまで、池江選手の活躍をどのようにご覧になられてましたか」

桜田「いやあ、日本が誇るべきスポーツの選手だと思いますよね。われわれがほんとに誇りとするものなので。最近水泳が非常に盛り上がっているときでもありますし、オリンピック担当大臣としては、オリンピックで水泳の部分をね、非常に期待している部分があるんですよね。一人リードする選手がいると、みんなその人につられてね、全体が盛り上がりますからね。そういった盛り上がりがね、若干下火にならないかなと思って、ちょっと心配していますよね。ですから、われわれも一生懸命頑張って、いろんな環境整備をやりますけど。とにかく治療に専念して、元気な姿を見せていただいて、また、スポーツ界の花形として、頑張っていただきたいというのが私の考えですね」
このやり取りの中で桜田の発言が切り取られ、あたかも桜田が池江を批判したかのような扱いでSNSなどで批判されたほか、翌13日の衆議院予算委員会でも取り上げられ、野党からは桜田の更迭を求める声まで上がった。しかし桜田の発言は「日本が誇るべき選手」、「治療に専念して、元気な姿を見せてほしい」と全体的に池江を気遣う内容であり、池江をバッシングした事実はない。
- 同日の衆議院予算委員会では、オリンピック憲章について質問された桜田は「話には聞いたことがあるが、自分では読んでいない」と発言した[137][138]。質問をおこなった階猛は、池江についての桜田の発言は憲章で謳われている「人間の尊厳」を理解していないものであると批判した[138]。
- 2019年2月21日、午前の衆議院予算委員会で、立憲民主党・無所属フォーラムの今井雅人の質問に対し出席を求められていたが、予定時間を過ぎても現れず3分近く遅刻して出席した。桜田の遅刻に対し野党側は反発して退席し、午前中の質疑が空転する事態となった。関係者によれば桜田は直前まで執務室で答弁資料を読んでおり、審議が一度中断したため、質問開始が遅れると事務方が勘違いしたとのことである[139]。桜田のミスではなく事務方の人為的ミスであるにもかかわらず、野党側委員会筆頭理事の逢坂誠二は「何の理由の説明もなく3分遅れており、これ以上審議できない。政府・与党はたるみ切っている」「閣僚の任にあらずと言わざるを得ない」と批判。与党側からも委員会筆頭理事の田中和徳は「誠に遺憾と言わざるをえない」、公明党の北側一雄中央幹事会長も「もっと緊張感を持って対応してもらいたい」と指摘が相次ぎ、菅義偉内閣官房長官は同日午前の会見で「事務的ミスではないか。いずれにせよ委員会に遅れることはあってはならないことだ」と苦言を呈した。約5時間後の同日午後に委員会が再開したが、その席上で桜田は「心から深くおわびする。時間の判断を誤った」と事務方に代わって陳謝した。この騒動で2019年度予算案について、与党側は同月28日の予算案採決は困難と判断し、目標としていた月内の衆院通過を見送る方針を固めた[140][141][142][143]。
- 2019年3月24日、地元である千葉県柏市での集会に出席した桜田は、東日本大震災について「国道や東北自動車道が健全に動いたからよかった。首都直下型地震が来たら交通渋滞で人や物資の移動が妨げられる」と発言した。翌25日の参議院予算委員会では事実誤認であることを認め、撤回した[144]。
- 2019年4月9日、参議院内閣委員会で、3月24日に宮城県石巻市で行われた東京五輪・パラリンピック関連のイベントを欠席したことについて、自由党の木戸口英司から質疑を受けた際、答弁で「石巻市」を「いしまきし」と3度にわたり誤読した。なお、答弁後に謝罪している[145]。
- 2019年4月10日、東京都で行われた高橋比奈子の政治資金パーティーで挨拶した際、「（東日本大震災からの）復興以上に大事なのは高橋さんでございますので、よろしくどうぞお願いします」と発言した。内閣総理大臣安倍晋三はこの発言を受けて、直ぐに桜田を国務大臣から更迭することを決定し、桜田は同日夜に辞表を提出した[12][146]。桜田は辞表提出後「被災者の気持ちを傷付けるような発言をして申し訳ない。発言の撤回だけでは十分でないと思うので責任を感じ、辞表を提出した」と記者団に述べた。その日のうちに辞表は受理され、安倍晋三は桜田の後任として、前任者の鈴木俊一を任命した[147]。安倍は桜田について「内閣が、政治家一家のサラブレットのような人か、官僚出身者ばかりだったら、つまらないでしょう。いろいろな人がいていい。桜田さんは農家に生まれ、大学の夜間部に通いながら大工のアルバイトで学費を稼ぎ、一代で建設会社をつくり、地元の人に推されて地方議員、国会議員になったわけです。大変な苦労をずっとしてきたわけです。そういう人だからこそ、人の気持ちが分かるという面はあるでしょう。人間として愛するべき人なんです。桜田さんは、東京五輪が決まった時の文部科学副大臣で、五輪に関する知見もあった。ただ残念ながら、話すのが苦手だったということです。」[148]と述べている。

## 所属団体・議員連盟
- 柏市文化連盟[149]
- 実武道会館（最高顧問）[150]
- アルバトロスヨットクラブ名誉会長[151]
- 自民党遊技業振興議員連盟
- 時代に適した風営法を求める議員連盟
- 日中緑化推進議員連盟常任幹事
- 日本会議国会議員懇談会[152]（副幹事長）
- 神道政治連盟国会議員懇談会[152]
- みんなで靖国神社に参拝する国会議員の会[152]
- 創生「日本」[152]
- 国際観光産業振興議員連盟（カジノ議連）[153]
- 日本の領土を守るため行動する議員連盟
- 再チャレンジ支援議員連盟
- パチンコチェーンストア協会（政治分野アドバイザー[154]）
- 日本の尊厳と国益を護る会[155]
- 日本クルド友好議員連盟（副会長）
- 不妊治療への支援拡充を目指す議員連盟（副会長）
- 対中政策に関する国会議員連盟
- 不妊治療への支援拡充を目指す議員連盟[156]
- 人権外交を超党派で考える議員連盟[157]
- 全ての女性の安心・安全と女子スポーツの公平性を守る議員連盟（副代表）[158]

## 著作
- 『新世紀　国民の外交-桜田義孝の日本国外交改革試案-』中央公論事業出版、2002年5月。
- 『元気だそう日本！－桜田義孝の日本国改造私案－』中央公論事業出版刊、2001年6月。
- 『桜田よしたか物語』桜田の公式サイトにて公開中[159]。
- 『愚直を生きる―自ら語る、仲間が語る、不撓不屈の政治家の真実』 産経新聞出版、 2023年6月